# Laetiporus gilbertsonii
Laetiporus gilbertsonii  é um fungo poliporo da família Fomitopsidaceae. É encontrado no oeste da América do Norte.  É uma das três espécies de Laetiporus descoberta em 2001, que foram geneticamente distinguidas do Laetiporus sulphureus; as outras são L. conifericola e L. huroniensis. A coleção de tipo, encontrada em San Francisco, no Golden Gate Park, em 1997, frutificando em um pé de eucalipto. Também foi coletada em Oregon e Washington. O fungo foi nomeado em homenagem ao micólogo Robert Lee Gilbertson. L. gilbertsonii é um fungo comestível, embora algumas pessoas tenham reportado dor de estômago após consumi-lo. Laetiporus conifericola é bastante similar em aparência, mas facilmente distinguível pelo seu crescimento em coníferas.